# تصريف مخاطي قيحي

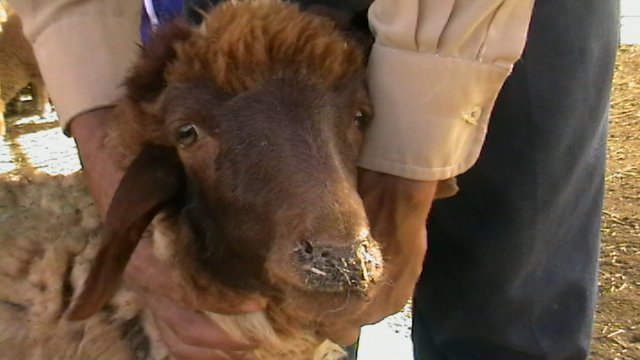

الإفرازات المخاطية (بالإنجليزية: Mucopurulent discharge)
هي إنبعاثات مخاطية تحتوي على صديد (قيح) من العين أو الأنف أو عنق الرحم أوالمهبل أو أي جزء آخر من الجسم بسبب عدوى أو إلتهاب.
```
-فعلى سبيل المثال
```

```
*
طب العيون
:في حال التصاق إفرازات العين على الرموش فهي علامة مميزة 
لإلتهاب الملحمة
 البكتيري.
```

أما عن التراكيب العادية للعين من مثل: الدموع، والمخاط، والأوساخ التي تلتصق بالجفون بعد النوم فهي ليست بإفرازات مخاطية ناتجة عن عدوى أو التهاب وذلك لعدم احتوائها على قيح.
- إفراز مهبلي